# خانه حسین اکبری
خانه حسین اکبری مربوط به دوره قاجار است و درشهرستان رفسنجان، بافت قدیم ماشد گاه (سر کوچه)، انتهای ماشدگاه واقع شده و این اثر در تاریخ ۱۲ تیر ۱۳۸۴ با شمارهٔ ثبت ۱۲۰۱۷ به‌عنوان یکی از آثار ملی ایران به ثبت رسیده است.